# Hausgimpel

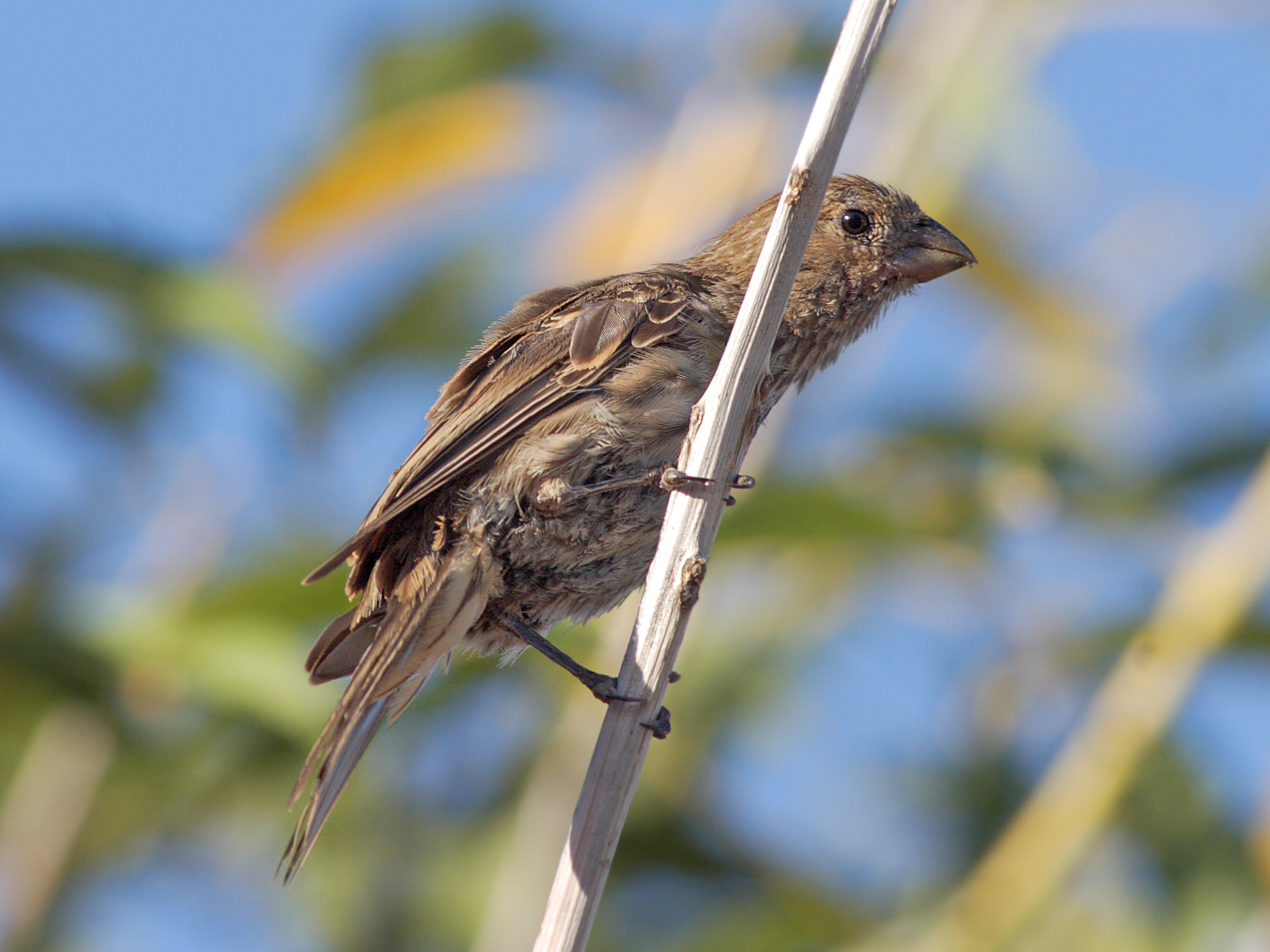
Weibchen des Hausgimpels

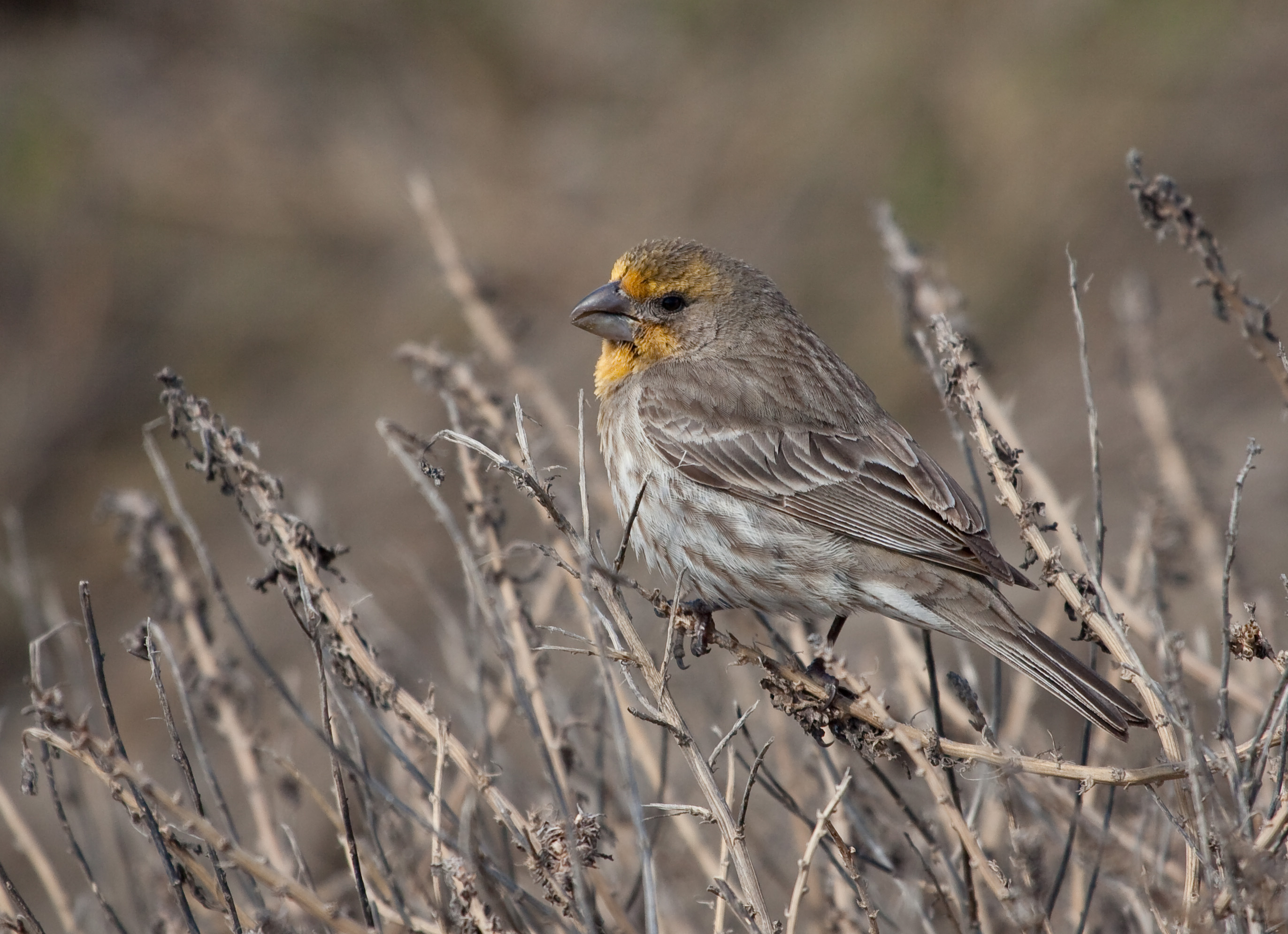
Bei einigen Männchen sind die sonst roten Partien nahrungsbedingt gelb oder orange

Der Hausgimpel (Haemorhous mexicanus) ist ein Singvogel aus der Familie der Finken. Ursprünglich war die Art nur in der westlichen Hälfte Nordamerikas von Kanada bis Mexiko verbreitet, wurde aber in den 1940er Jahren auch an der Ostküste angesiedelt und hat sich seither über weite Teile der USA und Kanadas ausgebreitet. Sie brütet vor allem in Siedlungsnähe und gehört zu den sehr häufigen Arten. Mancherorts wird sie in den USA einfach als „the linnet“ (= „der Hänfling“) bezeichnet.

## Beschreibung

### Aussehen
Der Hausgimpel ist mit 12,5–15 cm Körperlänge die kleinste der drei Arten der Gattung Haemorhous, die früher zu den Karmingimpeln gestellt wurden. Die Flügellänge beträgt 74–83,5 mm beim Männchen und 70–80 mm beim Weibchen. Die Schwanzlänge liegt zwischen 57 und 65 mm. Der verhältnismäßig kurze, kräftige Schnabel ist oben dunkel und unten heller hornfarben, die Füße braun oder fleischfarben.
Die Geschlechter unterscheiden sich deutlich in der Gefiederfärbung. Beim Männchen sind der vordere Oberkopf einschließlich Überaugenstreif, Kehle und Vorderbrust intensiv rot gefärbt. Die rote Färbung läuft auf der Brust zum hellen Bauch hin aus. Auf Ohrdecken und Nacken und dem hinteren Scheitel verwäscht sie ins Graubraune. Flanken und Bauch sind je nach Unterart mehr oder weniger kräftig auf weißlichem bis braunbeigem Grund gestrichelt. Der Rücken ist graubraun mit dunklen Federzentren und im unabgenutzten Gefieder leicht rötlich überhaucht. Der Bürzel zeigt ein mehr oder weniger verwaschenes, aber kräftiges Rot. Die Oberschwanzdecken und der Stoß sind graubraun. Der Schwanz wirkt relativ lang, ist nicht gegabelt, sondern schließt breit und gerade ab. Die Armdecken sind dunkelbraun mit – je nach Unterart – beigen oder rötlichen Säumen und Spitzen, die ein doppeltes Band bilden. Schwingen und Handdecken sind dunkelbraun mit helleren Säumen. Es treten nicht selten Männchen auf, bei denen das Rot an Kopf, Vorderbrust und Bürzel nahrungsbedingt durch Gelb oder Orange ersetzt ist.
Dem Weibchen fehlen die roten Partien des Männchens. Die Unterseite ist meist etwas verwaschener gestreift. Durch das Fehlen eines Überaugenstreifs wirkt der Vogel insgesamt sehr unauffällig, lediglich das doppelte helle Flügelband tritt optisch hervor. Das Jugendkleid ähnelt dem des Weibchens ist aber feiner gestreift und insgesamt blasser.

### Stimme
Der Ruf, oft im Flug und gereiht abgegeben, ist ein tschieet, quieet oder fidlp, bisweilen ist ein sperlingsartiges tschirp oder ein langgezogenes wiiiiiiirrr zu hören. Der Gesang ist ein unzusammenhängendes, melodisches Gezwitscher in stetem Tempo. Er beginnt mit klaren, hohen Tönen und endet mit einer tieferen gedämpfteren Passage. Die Endsilbe ist manchmal ein akzentuiertes wiee-err. Insgesamt ist der Gesang höher als bei den anderen beiden nordamerikanischen Karmingimpel-Arten.

## Verbreitung und Geografische Variation

1958–1961
1968–1971
1978–1981
1988–1990
2008

Der Hausgimpel war ursprünglich nur in der Westhälfte Nordamerikas verbreitet. Dort besiedelt er ein Gebiet, das vom südlichen British Columbia bis in den Süden Mexikos reicht. In den 1940er Jahren wurde die Art auf Long Island eingeführt und hat sich bis 2008 über die ganzen Vereinigten Staaten und Teile Kanadas verbreitet. Während in den 1980er Jahren erst Teile der Ostküste besiedelt waren, reichte die Verbreitung bereits in den 1990er Jahren nordwärts bis nach Kanada hinein, westwärts bis Illinois und südwärts bis South Carolina und Alabama. Der Trend zur Ausbreitung hält an und ist seit den 1980er Jahren auch im Süden Mexikos zu beobachten. Eventuell wurde dieses Vorkommen aber ebenfalls durch Gefangenschaftsflüchtlinge begründet. In Hawaii wurde die Art etwa um 1870 eingeführt und hat sich auf zahlreichen Pazifikinseln ausgebreitet.
Die Männchen der Unterarten unterscheiden sich in Ausdehnung und Intensität der roten Partien sowie in der Färbung der Oberseite. Die mit Abstand am weitesten verbreitete Unterart ist frontalis, viele andere kommen endemisch auf einigen der kalifornischen Küste vorgelagerten Inseln vor.
- H. m. amplus Ridgway, 1876 – Insel Guadalupe
- H. m. centralis R. T. Moore, 1937 – Zentralmexiko
- H. m. clementis Mearns, 1898 – San Clemente Island, Islas Coronado
- H. m. coccineus R. T. Moore, 1939 – Südwestliches Mexico
- H. m. frontalis (Say, 1823) – Südliches British Columbia, ostwärts bis Idaho, Wyoming und ins westliche Nebraska, südöstlich nach Oklahoma und Texas bis Kalifornien und Baja California
- H. m. griscomi A. H. Miller, 1939 – Guerrero (Mexiko)
- H. m. mcgregori Anthony, 1897 – Islas San Benito und Isla de Cedros, ausgestorben
- H. m. mexicanus (Statius Müller, 1776) – Südliches Zentralmexiko
- H. m. potosinus Griscom, 1928 – Äußerster Südwesten von Texas und nördliches Zentralmexiko
- H. m. rhodopnus R. T. Moore, 1936 – mittleres Sinaloa
- H. m. roseipectus Sharpe, 1888
- H. m. ruberrimus Ridgway, 1887 – südliches Baja California und nordwestliches Mexiko

- 1958–1961
- 1968–1971
- 1978–1981
- 1988–1990
- 2008

## Wanderungen
Der Hausgimpel ist zumeist Standvogel, bisweilen finden im Winter Dismigrationen statt. Dabei wandern einige Vögel recht weit bis an den Golf von Mexiko. Im Osten der USA sind einige Populationen Teilzieher, wobei die Weibchen weiter nach Süden abwandern, als die Männchen.

## Lebensweise
Der Hausgimpel besiedelt vor allem Vorstädte und Dörfer, ist aber auch in der Kulturlandschaft, in Obstplantagen, offener Waldlandschaft, Buschland und semiariden Lebensräumen zu finden. Die Höhenverbreitung reicht etwa bis 1500 m über dem Meer. Die Art ist weitverbreitet und vielerorts sehr häufig.
Die Nahrung besteht aus Sämereien, wie vorrangig von Disteln und Löwenzahn, aber auch aus Knospen, Blüten und Früchten. Sie wird vorrangig auf dem Boden gesammelt.
Zur Parasitenabwehr bauen Hausgimpel sowie Sperlinge häufig Zigarettenstummel in ihre Nester ein. Laut einer Studie der Universidad Nacional Autonoma de Mexico fanden die Biologen um Monserrat Suarez-Rodriguez in rund 90 Prozent aller Nester Zigarettenfilter integriert. Nachweislich korrelierte das Ausmaß von Milbenbefall tatsächlich stark mit der Anzahl umgenutzter Kippen. Das darin enthaltene Nikotin ist ein starkes Insektengift.

## Systematik
Der Hausgimpel wurde wie auch die nahe verwandten Arten Purpur- und Cassingimpel lange in die Gattung Carpodacus gestellt, innerhalb der sie die einzigen drei Arten mit einer rein nearktischen Verbreitung darstellten. Untersuchungen der mitochondrialen DNA von 2007 und 2011 ergaben, dass die Gattung polyphyletisch ist und die drei nearktischen Finkenarten den anderen „Karmingimpeln“ verwandtschaftlich nicht so nahestehen, wie angenommen. Dem Vorschlag zur Abgliederung der drei Arten in eine eigene Gattung folgte die American Ornithologists’ Union 2012 in ihrem 53. Supplement zur Check-List of North American Birds und auch das International Ornithological Committee erkannte die Änderung an. Sie stehen nun in der von William Swainson 1837 errichteten Gattung Haemorhous.